# عريض المنقار ذو الصدر الفضي
عريض المنقار ذو الصدر الفضي (بالإنجليزية: John Gould) (الأسم العلمي: Serilophus lunatus)، هو نوع من الطيور من أسرة الطيور عريضة المنقار. وهو النوع الوحيد ضمن جنس Serilophus، وهناك عشرات السلالات المعترف بها حالياً.
توجدت في بنغلاديش، بوتان، كمبوديا، الصين، الهند، اندونيسيا، لاوس، ماليزيا، ميانمار، نيبال، تايلاند، وفيتنام. الموائل الطبيعية هي الغابات والأراضي المنخفضة شبه الاستوائية أو المدارية الرطبة والغابات الجبلية أو شبه المدارية الرطبة. انخفاض الأنواع يرجع إلى حد ما إلى فقدان الموائل، ولكن لا تعتبر مهددة بالانقراض.

## الوصف
طائر عريض المنقار ذو الصدر الفضي، هو طائر متوسط الحجم، يبلغ طولها 16–17 سم (6.3–6.7 أنش)، ووزنها 25–35 غرام. جبهتها رمادية اللون مع شريط أسود اللون على العينين. الثدي والبطن أبيض اللون، الجناح والارداف مائل للحمرة المشرقة، ريش الطيران لونه أسود وأزرق، وذيله أسود. صغار الطيور تشبه الكبار ولكن مع أجنحة وذيول أقصر، والريش أغمق قليلاً. وهناك أيضا بعض الاختلافات في كافة السلالات مختلفة.

## المواطن
عريض المنقار ذو الصدر الفضي يوجد في مجموعة من الموائل الغابات. ويحدث ذلك في الغابات الاستوائية وشبه الاستوائية، وكذلك الغابات شبه النفضية والغابات التي تهيمن عليها الصنوبر، والبلوط والخيزران. قد تحدث في الغابات تسجيل انتقائي وحتى دخلت الأراضي الزراعية والحدائق. ويحدث ذلك في مجموعة من المرتفعات عبر مجموعتها. بين 800-2,000 متر (2,600-6,600 قدم) في سومطرة لكن 300-700 م (980-2,300 قدم) في الصين.